# Inspeção sanitária
Sanidade alimentar é conjunto de normas de produção, transporte e armazenamento de alimentos visando determinadas características físico-químicas, microbiológicas e sensoriais padronizadas, segundo as quais os alimentos seriam adequados ao consumo refere-se a Alimento Seguro ou Alimento Adequado ao Consumo. Estas regras são, até certo ponto, internacionalizadas, de modo que as relações entre os povos possam atender as necessidades comerciais e sanitárias. Alegando esta razão alguns países adotam "barreiras sanitárias" a matérias-primas agropecuárias e produtos alimentícios importados.
Um conceito importante na garantia de um alimento saudável é o dos "perigos", que podem ser de origem biológica, química ou física.

## Perigos biológicos

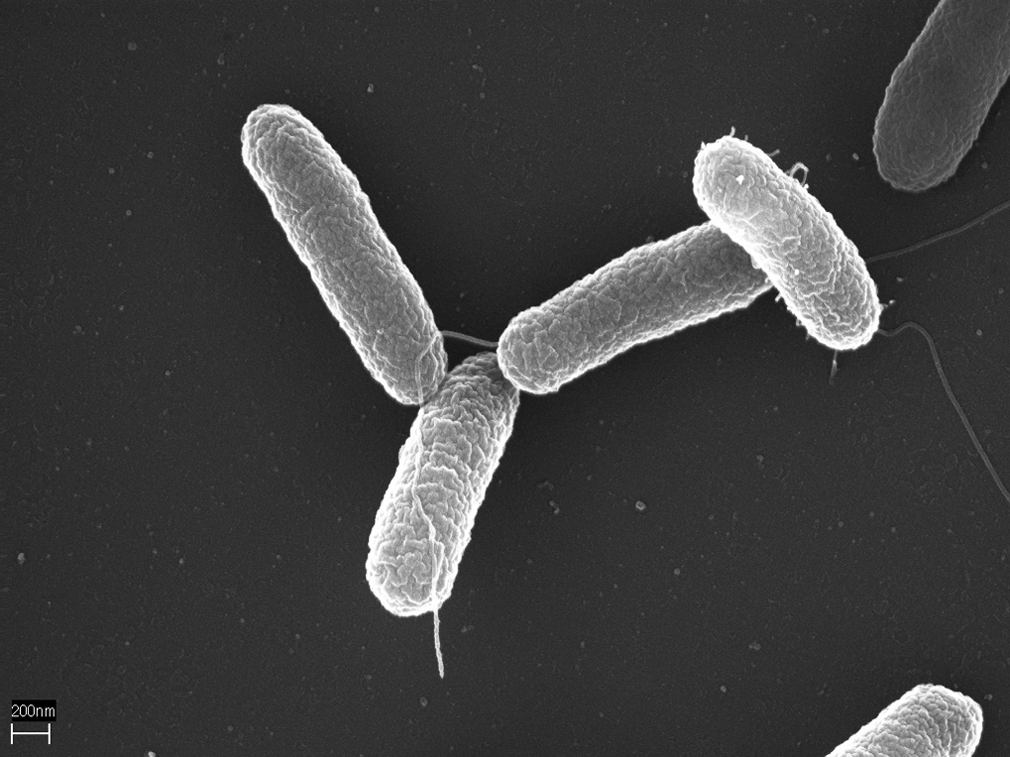
Cultivo de Salmonella, um dos contaminantes mais habituais nos alimentos.

O acondicionamento, a embalagem é um viés de caráter muito importante, sua qualidade, adequação na prevenção e na predição destes perigos e o fato de Agências Reguladoras não estarem se municiando, retroalimentando-se destas informações e exigindo mudanças de posturas de grandes grupos de fornecedores, que são poucos, a ausência de um política que trate de prevenção e predição destes riscos é muito preocupante, por uma questão de que o varejo considera um alimento, digamos assim, mais como um produto, sem classificação de importância quanto a estes perigos, do que um valor agregado social de final de contas em seu consumidor final, numa postura de retorno social a boa fé depositada em sua confiabilidade depositada pela sociedade e país. 
Muitas embalagens são mais caras do que o seu conteúdo, e isto também agrava este risco além de aumentar o custo Brasil, um fator muito mais de indiferença do que diferença por sobre as questões abaixo em especial a carestia (fome) e as perdas, sendo que países como os Estados Unidos da América, seria capaz de sustentar países inteiros, apenas com a utilização de suas sobras, que seria pós consumo e perdas, antes do consumo.
Os vetores contaminantes de alimentos são os microrganismos (protozoários, fungos, bactérias e vírus), principais causas de contaminação de alimentos e causadores de toxi-infecções alimentares
Os alimentos possuem uma composição bastante complexa, ou seja, possuem um número muito grande de componentes. Estes componentes são em sua maior parte água, proteínas, lipídios e carboidratos; e em menor proporção sais minerais, vitaminas (cofatores) e ácidos nucléicos. Tal como o corpo humano, que consegue aproveitar significativa parte destes compostos, uma grande variedade de espécie de microrganismos também estão habilitados a fazê-lo. Isto faz com que os alimentos sejam locais ideais para a proliferação destes organismos.
Bactérias
É um dos grupos mais conhecidos e numerosos. Podem ser deteriorantes, quando causam alterações nas propriedades sensoriais (cor, cheiro, sabor, textura, viscosidade etc.) ou patogênicas, que são as que causam doenças. Um grande número de espécies de bactérias são conhecidas como patogênicas, entre estas destacam-se: Salmonella typhi, Bacillus cereus, Clostridium botulinum, Clostridium perfringens, Vibrio cholerae, Vibrio parahaemolyticus. 
Fungos
São a grosso modo divididos em fungos filamentosos (bolores) e leveduras. Sua ocorrência é mais comum em alimentos com baixo percentual de água e/ou elevada porção de lipídios como amêndoas e castanhas, por exemplo. Os fungos são os principais perigos biológicos destes alimentos. Seu risco está na produção de micotoxinas por algumas espécies. Estes compostos ao serem ingeridos acumulam-se no organismo causando uma série de transtornos, desde ataques ao fígado a alguns tipos de câncer. 
A disciplina que versa por sobre fungos é a micologia, um dos ramos mais importantes da farmacologia, sendo um desafio muito importante para a produção de alimentos, a questão ainda mais focada em agricultura de precisão para o aumento da produção do alimento do que biodiversidade de precisão, que seria um diferencial em biodiversidade, aonde sabe-se que a função dos fungos está relacionada a biodiversidade e que esta perda também corrobora para o empobrecimento do campo e suas tensões de atrito. Sabe-se também que são dos vetores mais resistentes da natureza e que a utilização de pesticidas ainda enfrenta graves problemas de risco-benefício em tons crescentes, aonde tanto a engenharia genética quanto os próprios pesticidas, encontram-se mais focalizados também na estratégia de produto, produção, seja qualitativa, seja quantitativa, do que de teia alimentar, dada a perda de memória e falta de governança acadêmico-científico-tecnológica e cultural a este respeito, senso de cidadania, em processos de degradação cultural, não obstante a fome também é um viés de caráter a ser considerado ainda neste quesito bem como aspectos ligados a ausência de campesinato, estruturação, como falta de uma política agrária que mitigue a violência do campo e que melhore, de forma resiliente, o valor agregado social, nesta evolução do câncer e custo brasil por indiferenças como o aumento do uso das drogas lícitas e ilícitas desde o campo até o consumidor final também neste processo de falha de políticas de governança, uma vez que os antibióticos provocam dependência e são riscos cumulativos cada vez maiores também bem como a resistência de tais vetores torna-se também mais seletiva quanto dos demais vetores. 
Vírus
Em sua maior parte, o grupo de microrganismos mais associados aos perigos biológicos são as bactérias e os fungos. Contudo, atualmente tem se dado maior destaque a vírus, como o caso da febre aftosa ou da gripe aviária.
Como uma das características naturais dos vírus é que são parasitas intracelulares obrigatórios e que nunca morrem, há registros de que um ambiente sem atividades importantes por seis meses é um fator de segurança quanto a sua presença preocupante, em especial quanto a animalia.

## Perigos físicos

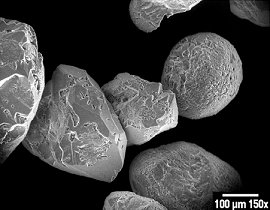
Microscopia eletrônica de grãos de areia, um exemplo de perigo físico.

Corpos estranhos como pedaços de metal, pedaços de borracha, pedaços de plástico, areia, parafusos, pedaços de madeira, cacos de vidro ou pedras.
Durante o processamento ou preparo de alimentos pode ocorrer uma contaminação física no produto. Estas contaminações provêm, principalmente, dos próprios equipamentos que podem, por causa de uma manutenção inadequada, soltar pedaços de metais e/ou plástico e/ou borracha (especialmente em equipamentos com agitadores mecânicos), parafusos etc., ou das matérias-primas, que trazem consigo sujeira aderida aos produtos no momento da colheita ou do transporte. Entre esses corpos estranhos estão terra e pedras.

## Perigos químicos

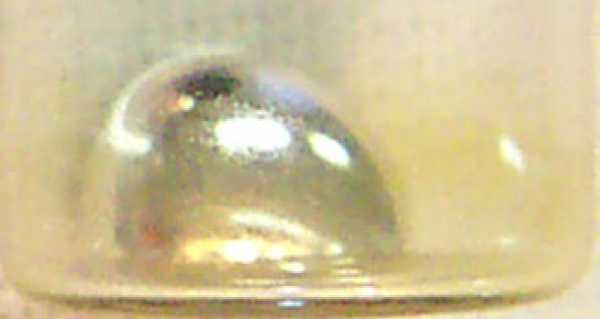
O mercúrio, assim como os demais metais pesados, é considerado um perigo químico.

Compostos químicos tóxicos, irritantes ou que não são normalmente utilizados como ingrediente. Podem ser: agrotóxicos, rodenticidas, hormônios (sintéticos), antibióticos, detergentes, metais pesados, óleos lubrificantes, entre outros. Desde o momento da produção até o consumo, os alimentos estão sujeitos à contaminação química. Esta contaminação pode ocorrer no próprio campo através da aplicação de inseticidas, herbicidas, hormônios, dentre outros agentes para controles de pragas na agricultura. A contaminação pode ser ocasionada também pela contaminação do solo com metais pesados, que passa de organismo em organismo da cadeia alimentar até chegar ao homem, ou outros extremamente tóxicos como as dioxinas e alguns poluentes orgânicos persistentes, que são capazes de serem levados pelo ar.

## Segurança alimentar na exportação
O termo exportação refere-se à saída de produtos, bens ou até mesmo serviços de um determinado país. O Brasil é um grande exportador de alimentos, com destaque para as commodities agrícolas (milho, açúcar, café e soja) a carne bovina (aproximadamente 140 países fazem sua importação) e até mesmo aos produtos processados. Estes últimos possuem destinos como Holanda, Japão, Estados Unidos, França, Alemanha, Bélgica, Rússia, China e Hong Kong.
Entretanto, está cada vez mais difícil de serem realizadas as trocas de produtos entre os países, pois existem novas regras que devem ser cumpridas, como por exemplo, a rotulagem devida dos alimentos e as barreiras fitossanitárias impostas por outros países.
A adequação da rotulagem dos alimentos de acordo com a legislação de cada país afeta consideravelmente a exportação, pois leva a um aumento no custo dos alimentos. No estado de Vermont nos Estados Unidos, por exemplo, os organismos geneticamente modificados (OGM) requerem rotulagem específica, que restringe sua comercialização. Já as barreiras fitossanitárias estão dificultando a exportação dos alimentos de origem animal, pois querem evitar contaminações com tais produtos. É o que acontece na SENASA/Argentina: o país exige certificado sanitário específico para produtos derivados de carne bovina. Por tais motivos, as empresas brasileiras estão com dificuldades de exportar, principalmente, para os Estados Unidos e para a União Europeia, pois estes são países que estão se preocupando com os alimentos importados a fim de garantir a segurança alimentar.

## APPCC - (Análise de Perigos e Pontos Críticos de Controle)
Trata-se de uma metodologia reconhecida internacionalmente utilizada por unidades do sector alimentar. É definida como a sigla (em inglês) HACCP (Hazard Analysis and Critical Control Points ou "Análise de Perigos e Pontos Críticos de Controle"). Foi concebida em seu formato inicial pelos pesquisadores da NASA, nos EUA. Em 1991, foi publicado pela Comissão do Codex Alimentarius (organização esta criada pela Organização Mundial da Saúde) um conjunto de orientações e recomendações sobre a sua aplicação, como uma alternativa de redução da contaminação biológica. Este sistema do HACCP, é uma importante instrumento na proteção alimentar, consistindo objetivamente num método preventivo. A sua implementação procura prevenir, reduzindo os riscos de intoxicação alimentar. O controlo é fundamentalmente efetuado através de colheita de amostras de matérias-primas, produtos intermédios e finais, e posterior aferição para confirmação dos parâmetros. Esta análise identifica potenciais perigos para a saúde pública dos consumidores nas atividades de saúde alimentar. Esta metodologia possibilita a identificação das fases e locais onde estes perigos podem ocorrer e a decisão de quais são críticos e determinantes para a saúde dos consumidores. Desta forma as entidades focalizam-se nas fases e condições de pontos críticos para a segurança alimentar, garantindo que o seu controlo dos seus produtos assegura saúde, face a sua ingestão.
O HACCP é uma ferramenta flexível e passível de adaptar as diferentes exigências de gestão de cada entidade, sendo aplicável a sua implementação em todos os processos produtivos, de transformação e distribuição de géneros alimentícios, independentemente da dimensão da organização.